# Aaron Gordon
Aaron Addison Gordon (San Jose, 16 september 1995) is een Amerikaans basketballer die sinds 2021 uitkomt voor de Denver Nuggets. Met Denver won Gordon één keer de NBA-titel.

## Carrière

### 2014-2021: debuut en bevestiging bij de Orlando Magic
Gordon speelde collegebasketbal voor de Arizona Wildcats tijdens het seizoen 2013/14. Hij stelde zich in 2014 beschikbaar voor de NBA draft waarin hij als 4e werd uitgekozen door de Orlando Magic. Op 28 oktober 2014 maakte hij zijn debuut voor de Magic in een wedstrijd tegen de New Orleans Pelicans. Nadat hij de eerste 11 wedstrijden speelminuten mocht maken viel Gordon nadien voor twee maanden geblesseerd uit. Gordon speelde tijdens zijn rookie-seizoen finaal gemiddeld 17 minuten in 47 wedstrijden en was hierbij goed voor gemiddeldes van 5,2 punten en 3,6 rebounds. De daaropvolgende seizoenen in Orlando kreeg Gordon steeds meer speelgelegenheid waarbij hij vanaf het seizoen 2016/17 bijna uitsluitend als basisspeler werd uitgespeeld. Op 6 juli 2018 tekende Gordon een nieuw contract bij de Orlando Magic. Tijdens het seizoen 2018/19 kon Orlando zich voor het eerst sinds 2012 kwalificeren voor de NBA Playoffs. Gordon debuteerde op 13 april 2019 in de playoffs tegen de Toronto Raptors. Ondanks winst tijdens de eerste wedstrijd verloor Orlando met 4-1 cijfers van Toronto, de latere NBA-kampioen van 2019. In de playoffs van het seizoen 2019/20 kwam Gordon als gevolg van een blessure aan de hamstrings niet aan spelen toe. Op 22 maart 2021 raakte bekend dat Gordon aanstuurde op een ruil naar een andere club. Amper enkele dagen later, net voor de trade-deadline, werd Gordon samen met Gary Clark geruild naar de Denver Nuggets, waarbij RJ Hampton, Gary Harris de omgekeerde beweging maakten.

### Kampioen met de Denver Nuggets
Bij de Nuggets was Gordon onmiddellijk basisspeler. Denver kon zich voor het seizoen 2020/21 kwalificeren voor de playoffs waar ze in 4 wedstrijden verloren van de Phoenix Suns. Gordon behaalde met Denver, onder aanvoering van  Nikola Jokić en Jamal Murray, tijdens het seizoen 2022/23 een eerste NBA-titel. Gordon was tijdens deze playoffs goed voor een gemiddelde van 13,3 punten, 6 rebounds en 2,6 assists. Op 21 oktober 2024 tekende Gordon een nieuw contract voor 4 seizoenen bij de Nuggets.

## Erelijst
- NBA-kampioen: 2023

## Statistieken
| Legenda | Legenda                | Legenda | Legenda                 | Legenda | Legenda               |
| ------- | ---------------------- | ------- | ----------------------- | ------- | --------------------- |
| WG      | Wedstrijden gespeeld   | WS      | Wedstrijden als starter | MPW     | Minuten per wedstrijd |
| FG%     | Fieldgoal-percentage   | 3P%     | Drie-punterpercentage   | VW%     | Vrije-worppercentage  |
| RPW     | Rebounds per wedstrijd | APW     | Assists per wedstrijd   | SPW     | Steals per wedstrijd  |
| BPW     | Blocks per wedstrijd   | PPW     | Punten per wedstrijd    | Vet     | Hoogste in carrière   |

### Regulier seizoen
| Seizoen  | Team           | WG  | WS  | MPW  | FG%  | 3P%  | FW%  | RPW | APW | SPW | BPW | PPW  |
| -------- | -------------- | --- | --- | ---- | ---- | ---- | ---- | --- | --- | --- | --- | ---- |
| 2014/15  | Orlando Magic  | 47  | 8   | 17,0 | 44,7 | 27,1 | 72,1 | 3,6 | 0,7 | 0,4 | 0,5 | 5,2  |
| 2015/16  | Orlando Magic  | 78  | 37  | 23,9 | 47,3 | 29,6 | 66,8 | 6,5 | 1,6 | 0,8 | 0,7 | 9,2  |
| 2016/17  | Orlando Magic  | 80  | 72  | 28,7 | 45,4 | 28,8 | 71,9 | 5,1 | 1,9 | 0,8 | 0,5 | 12,7 |
| 2017/18  | Orlando Magic  | 58  | 57  | 32,9 | 43,4 | 33,6 | 69,8 | 7,9 | 2,3 | 1,0 | 0,8 | 17,6 |
| 2018/19  | Orlando Magic  | 78  | 78  | 33,8 | 44,9 | 34,9 | 73,1 | 7,4 | 3,7 | 0,7 | 0,7 | 16,0 |
| 2019/20  | Orlando Magic  | 62  | 62  | 32,5 | 43,7 | 30,8 | 67,4 | 7,7 | 3,7 | 0,8 | 0,6 | 14,4 |
| 2020/21  | Orlando Magic  | 25  | 25  | 29,4 | 43,7 | 37,5 | 62,9 | 6,6 | 4,2 | 0,6 | 0,8 | 14,6 |
| 2020/21  | Denver Nuggets | 25  | 25  | 25,9 | 50,0 | 26,6 | 70,5 | 4,7 | 2,2 | 0,7 | 0,6 | 10,2 |
| 2021/22  | Denver Nuggets | 75  | 75  | 31,7 | 52,0 | 33,5 | 74,3 | 5,9 | 2,5 | 0,6 | 0,6 | 15,0 |
| 2022/23  | Denver Nuggets | 68  | 68  | 30,2 | 56,4 | 34,7 | 60,8 | 6,6 | 3,0 | 0,8 | 0,8 | 16,3 |
| 2023/24  | Denver Nuggets | 73  | 73  | 31,5 | 55,6 | 29,0 | 65,8 | 6,5 | 3,5 | 0,8 | 0,6 | 13,9 |
| 2024/25  | Denver Nuggets | 51  | 42  | 28,4 | 53,1 | 43,6 | 81,0 | 4,8 | 3,2 | 0,5 | 0,3 | 14,7 |
| Carrière | Carrière       | 720 | 622 | 29,3 | 48,4 | 33,1 | 69,3 | 6,2 | 2,7 | 0,7 | 0,6 | 13,6 |

### Play-offs
| Seizoen  | Team           | WG | WS | MPW  | FG%  | 3P%  | FW%  | RPW | APW | SPW | BPW | PPW  |
| -------- | -------------- | -- | -- | ---- | ---- | ---- | ---- | --- | --- | --- | --- | ---- |
| 2018/19  | Orlando Magic  | 5  | 5  | 32,8 | 46,8 | 40,0 | 52,6 | 7,2 | 3,6 | 1,2 | 0,2 | 15,2 |
| 2020/21  | Denver Nuggets | 10 | 10 | 29,9 | 43,4 | 39,1 | 64,0 | 5,4 | 2,0 | 0,5 | 0,3 | 11,1 |
| 2021/22  | Denver Nuggets | 5  | 5  | 32,0 | 42,6 | 20,0 | 71,4 | 7,2 | 2,6 | 0,4 | 1,2 | 13,8 |
| 2022/23  | Denver Nuggets | 20 | 20 | 35,6 | 51,8 | 39,1 | 65,2 | 6,0 | 2,6 | 0,6 | 0,7 | 13,3 |
| 2023/24  | Denver Nuggets | 12 | 12 | 37,1 | 58,5 | 40,7 | 82,1 | 7,3 | 4,4 | 0,8 | 0,6 | 14,3 |
| 2024/25  | Denver Nuggets | 14 | 14 | 37,3 | 48,5 | 37,9 | 86,0 | 7,6 | 2,7 | 0,6 | 0,4 | 16,2 |
| Carrière | Carrière       | 66 | 66 | 34,9 | 49,8 | 37,6 | 71,7 | 6,7 | 2,9 | 0,6 | 0,5 | 13,9 |

0 Braun ·
1 Porter ·
5 Caldwell-Pope ·
6 Jordan ·
7 Jackson ·
8 Watson ·
10 White ·
11 Brown ·
13 Bryant ·
14 Smith ·
15 Jokić ·
21 Gillespie ·
22 Nnaji ·
27 Murray ·
31 Čančar ·
32 Green ·
50 Gordon ·
Coach Malone